# Nanojapyx hamoni
Nanojapyx hamoni är en urinsektsart som beskrevs av Smith 1959. Nanojapyx hamoni ingår i släktet Nanojapyx och familjen Japygidae. Inga underarter finns listade i Catalogue of Life.